# Грунвальд (Лодзинське воєводство)
Грунвальд (пол. Grunwald) — село в Польщі, у гміні Александрув-Лодзький Згерського повіту Лодзинського воєводства.